# Tiarno di Sotto
Tiarno di Sotto è un municipio di 715 abitanti del comune di Ledro in provincia di Trento.
Fino al 31 dicembre 2009 ha costituito un comune autonomo, che assieme agli ex comuni di Tiarno di Sopra, Bezzecca, Concei, Molina di Ledro e Pieve di Ledro faceva parte dell'Unione dei Comuni della Valle di Ledro. Essi sono tutti confluiti dal primo gennaio 2010 nel comune di Ledro.

## Storia

### Simboli

Vecchio stemma comunale

Lo stemma e il gonfalone del comune erano stati approvati con D.G.P. del 15 giugno 1984, n. 4974.
Stemma
Lo stemma era interzato in pergola rovesciata. Il campanile raffigurato è quello della locale chiesa di San Bartolomeo.
Gonfalone

## Monumenti e luoghi d'interesse
- Chiesa di San Bartolomeo
- Cappella di Sant'Angela Merici

## Società

### Evoluzione demografica
Abitanti censiti

## Economia

### Artigianato
Nel settore dell'artigianato è ancora diffusa e rinomata l'antica lavorazione del legno finalizzata alla realizzazione di mobili e arredamenti.